# Aéroport international de Burlington
Pour les articles homonymes, voir BTV.
L'aéroport international de Burlington (code IATA : BVT • code OACI : KBTV), anciennement l'aéroport municipal de Burlington (en anglais : Burlington International Airport et Burlington Municipal Airport, respectivement), est un aéroport américain desservant Burlington, plus grande ville de l'État du Vermont.
Propriété de la ville de Burlington, il est situé dans la ville voisine de South Burlington. Il se trouve 6 km à l'est du centre-ville de Burlington. En 2009, il est le cent-quatrième aéroport nord-américain quant au trafic passagers, avec plus de 1,4 million de passagers qui en font usage. 40 % des passagers sont en provenance du Québec.
L'aéroport sert également de base à la 158th Fighter Wing de la Vermont Air National Guard.

## Histoire
Le premier avion se pose à l'aéroport municipal de Burlington en 1920, suivi d'une cérémonie d'ouverture en 1921 présidée par le gouverneur James Hartness (en).
En 1969, l'aéroport municipal de Burlington est renommé aéroport international de Burlington. En 1973, un nouveau terminal passager est ouvert. En 2008, un projet d'extension des capacités d'accueil de l'aéroport est complété.

## Galerie

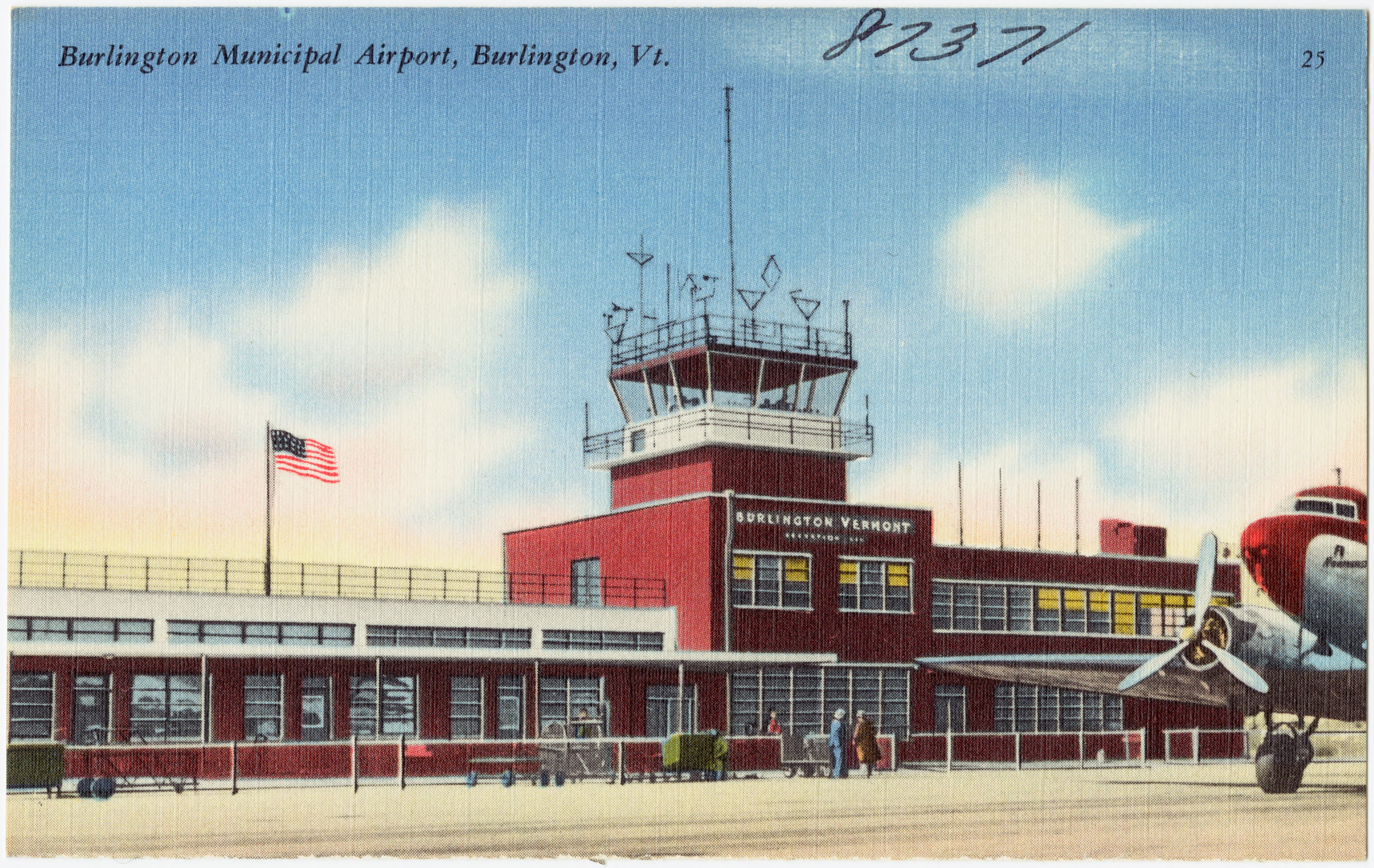
L'aéroport vers 1940.
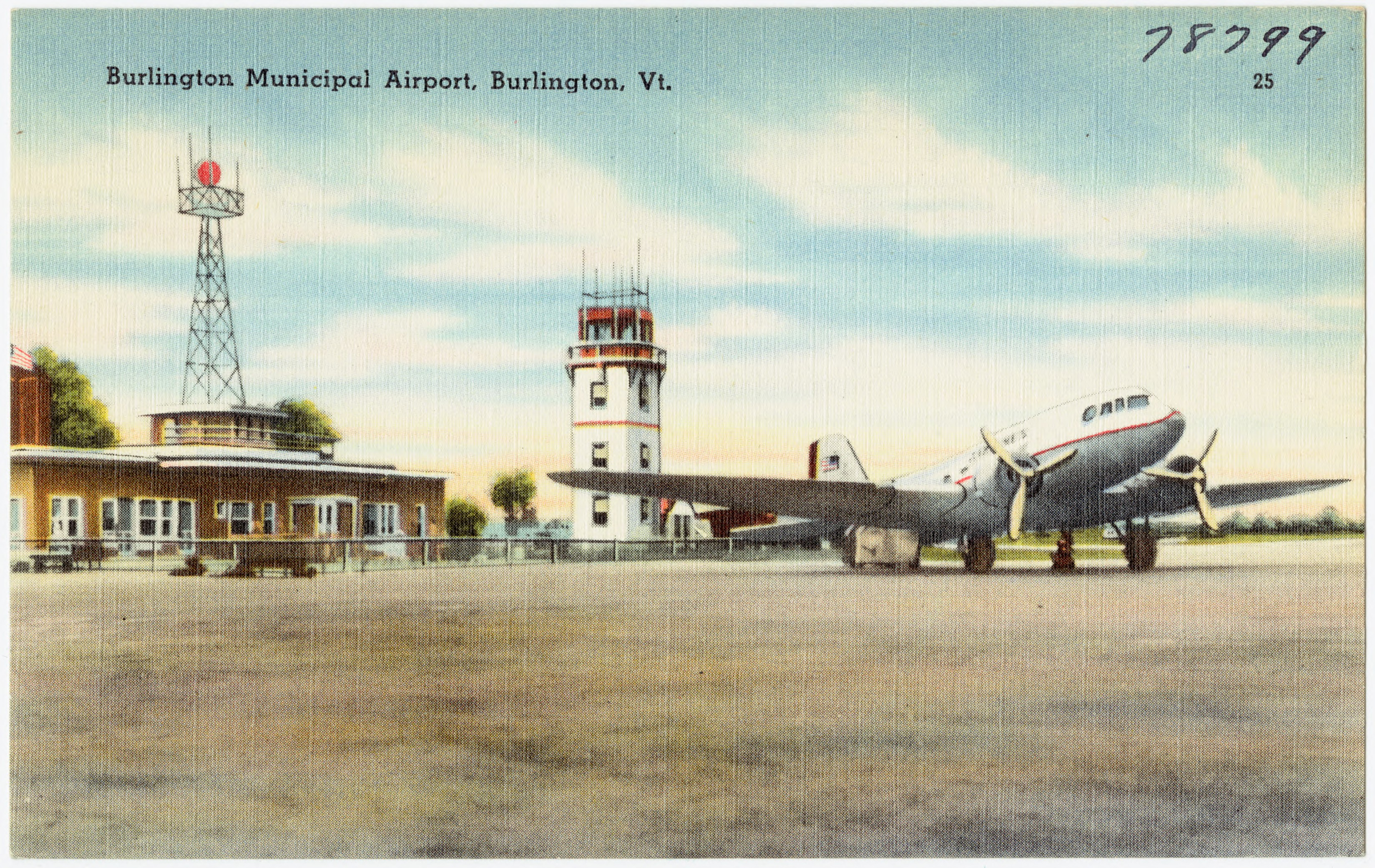
L'aéroport vers 1940.
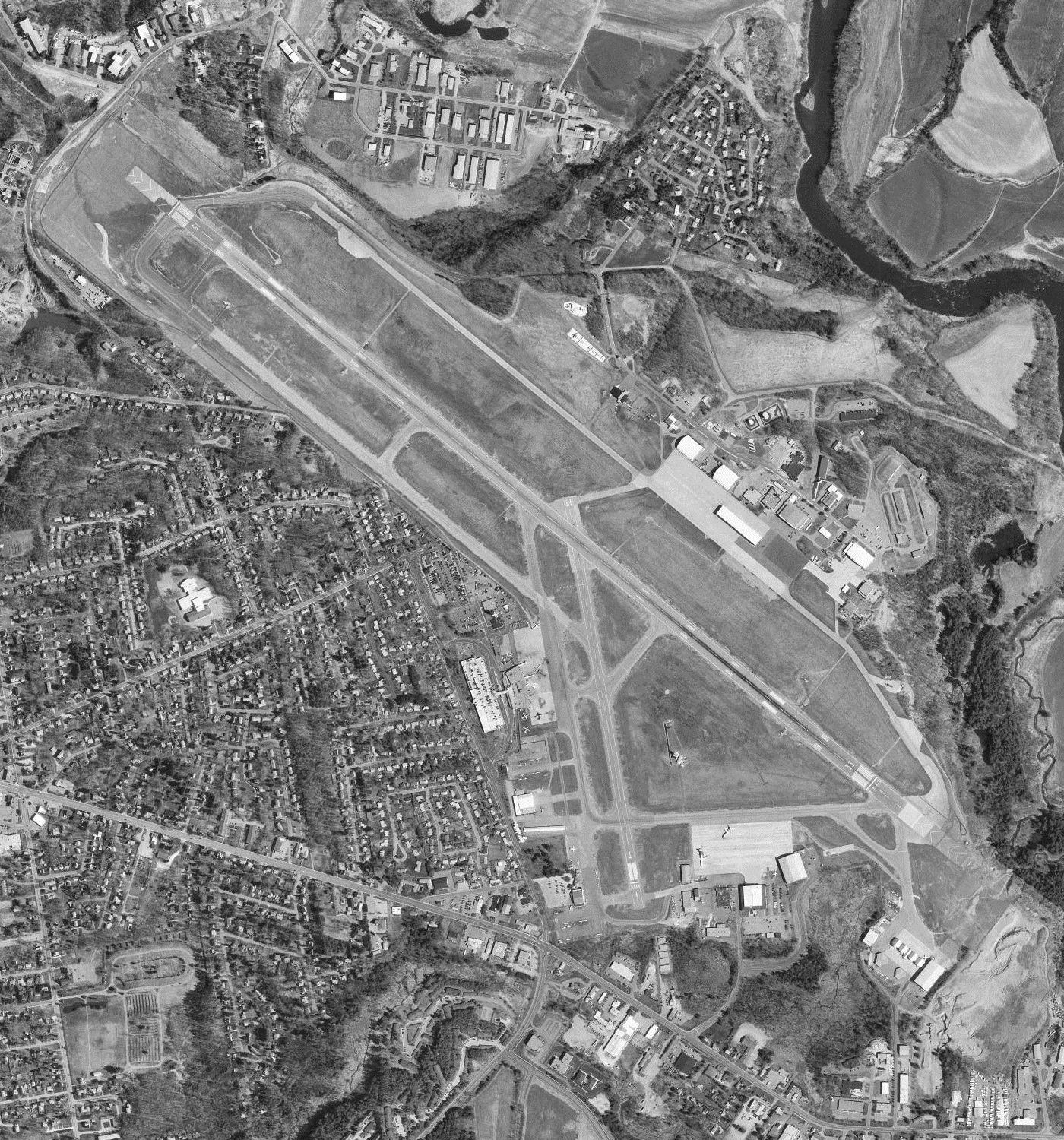
Photographie satellitaire (1995).
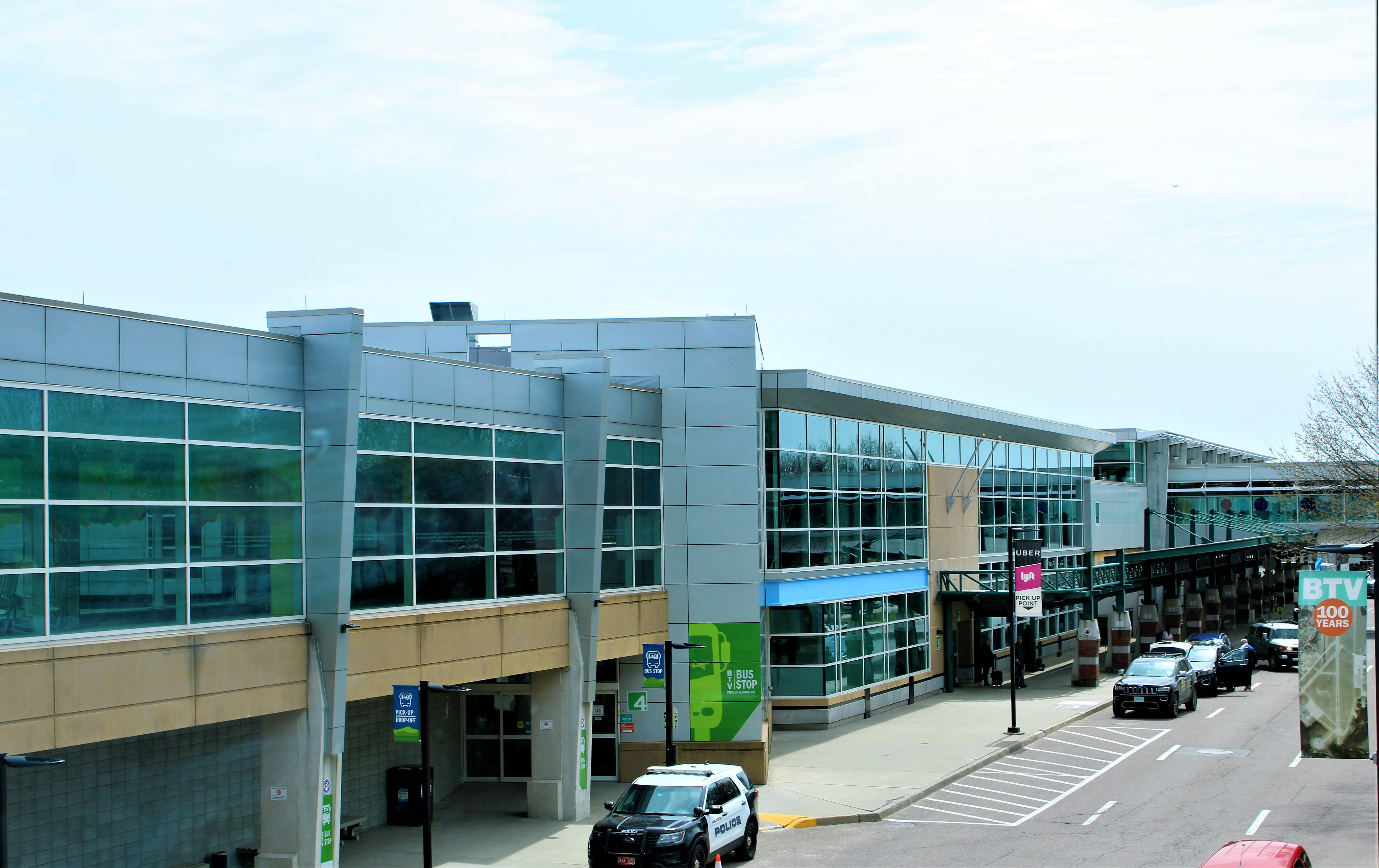
Terminal en 2022.